# アイベックス
アイベックス（学名: Capra ibex）はヤギ属に属する哺乳類の一種。主にアルプス山脈に生息する。日本では、アルプスアイベックス（英: Alpine ibex）とも表記される。
急峻な山腹、時にはダムの斜面にも出没するなど特異な行動範囲は、蹄の内側にある柔らかい肉球が地表面をつかみ取る構造がもたらすものである。外観は、年々成長し10kgを超える大きさに成長する角が特徴的である。この角は珍重されるが、体全体も様々な病気に薬効があるとされ狩猟の対象となってきた。
スイスアルプスに数多く生息していたが、19世紀には乱獲により姿を消した。スイス国内に生息するアイベックスは、1920年代に人工的に放獣された個体の子孫となっている。その後、自然保護団体による保護活動の成果で現在スイスでは約13000～14000頭のアイベックスが確認されている。スイス東部、グラウビュンデン州、ポントレジーナ近郊の山、ピッツ・アルブリスにはスイスで最大規模の生息地があり、スイスのグラウビュンデン州では、アイベックスを州の紋章としている。
イタリアでもアイベックスの保護は古くからの課題となっており、国内初の国立公園であるグラン・パラディーゾ国立公園は、アイベックスの保護も目的の一つに設定されたものである。また中東に生息するヌビアアイベックスは密猟等の理由により数が減少し、絶滅危惧種に指定されている。
なお、アイベックス（英: ibex）の呼称は、本項のアルプスアイベックスだけでなく、 シベリアアイベックス（学名: Capra sibirica、英: Siberian ibex）など、ヤギ属の中の数種にも用いられる。アイベックス類の一覧は、ヤギ属を参照。
天敵としてオオカミがいる。

## ギャラリー

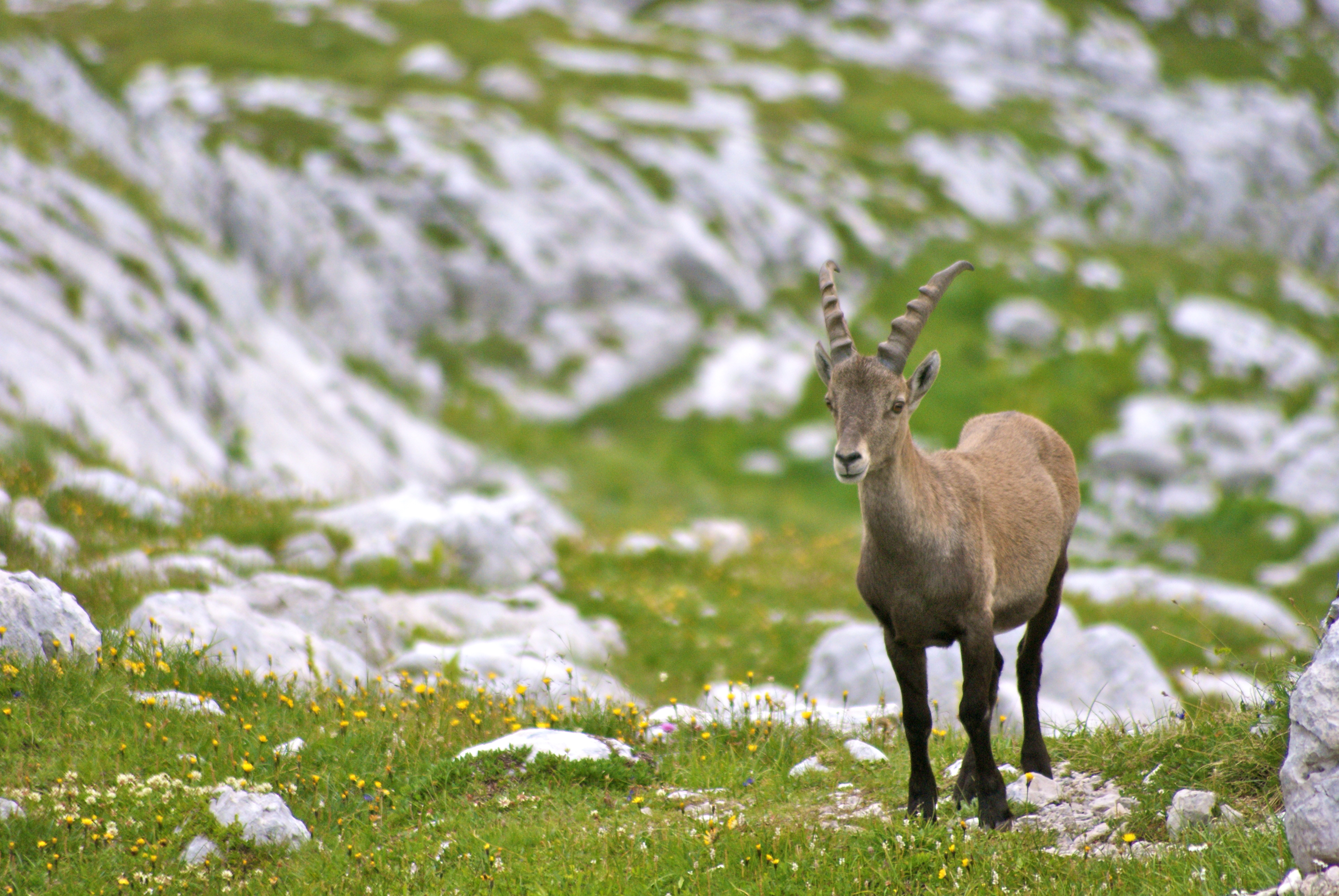

グラウビュンデン州の紋章

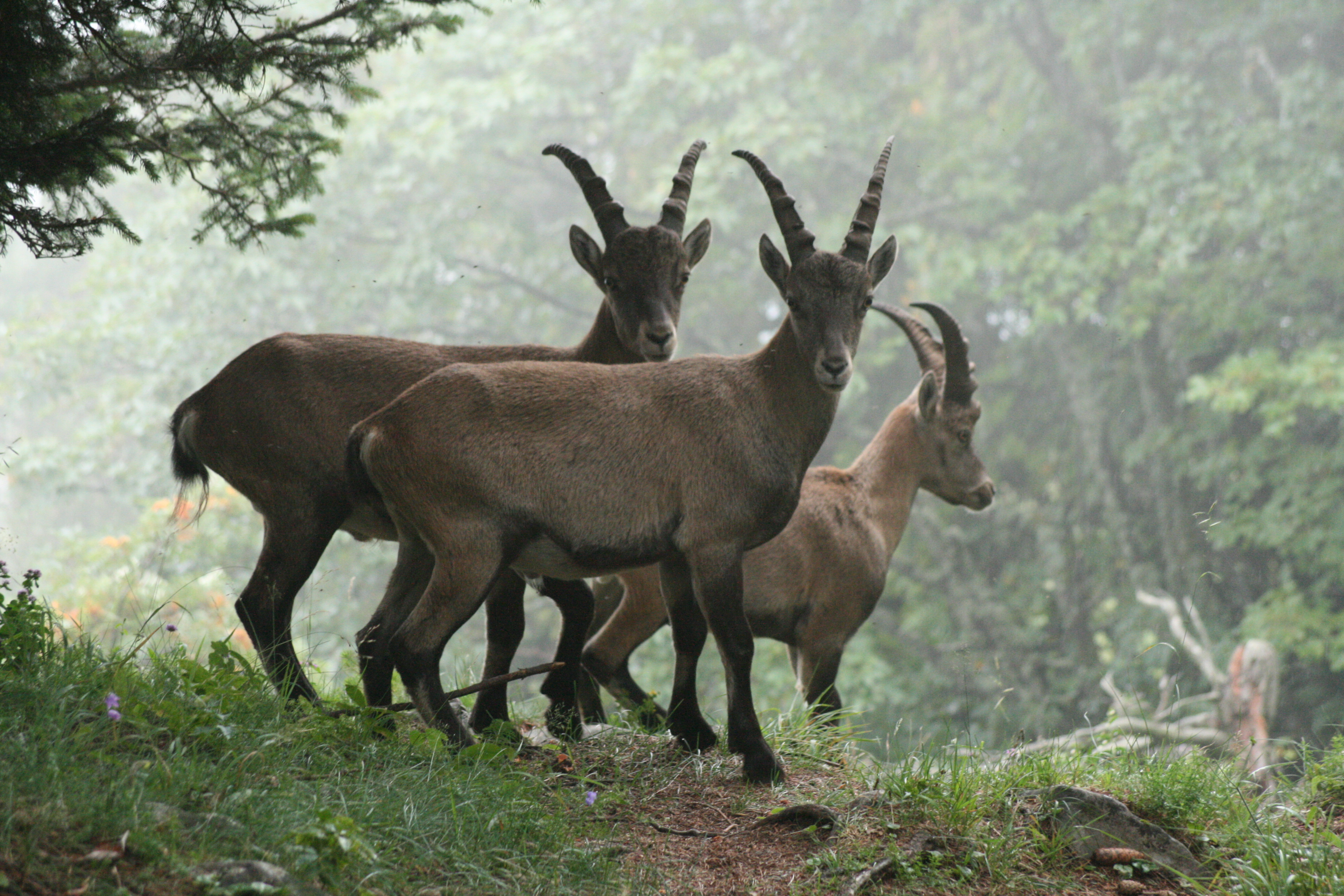
アイベックスの群れ
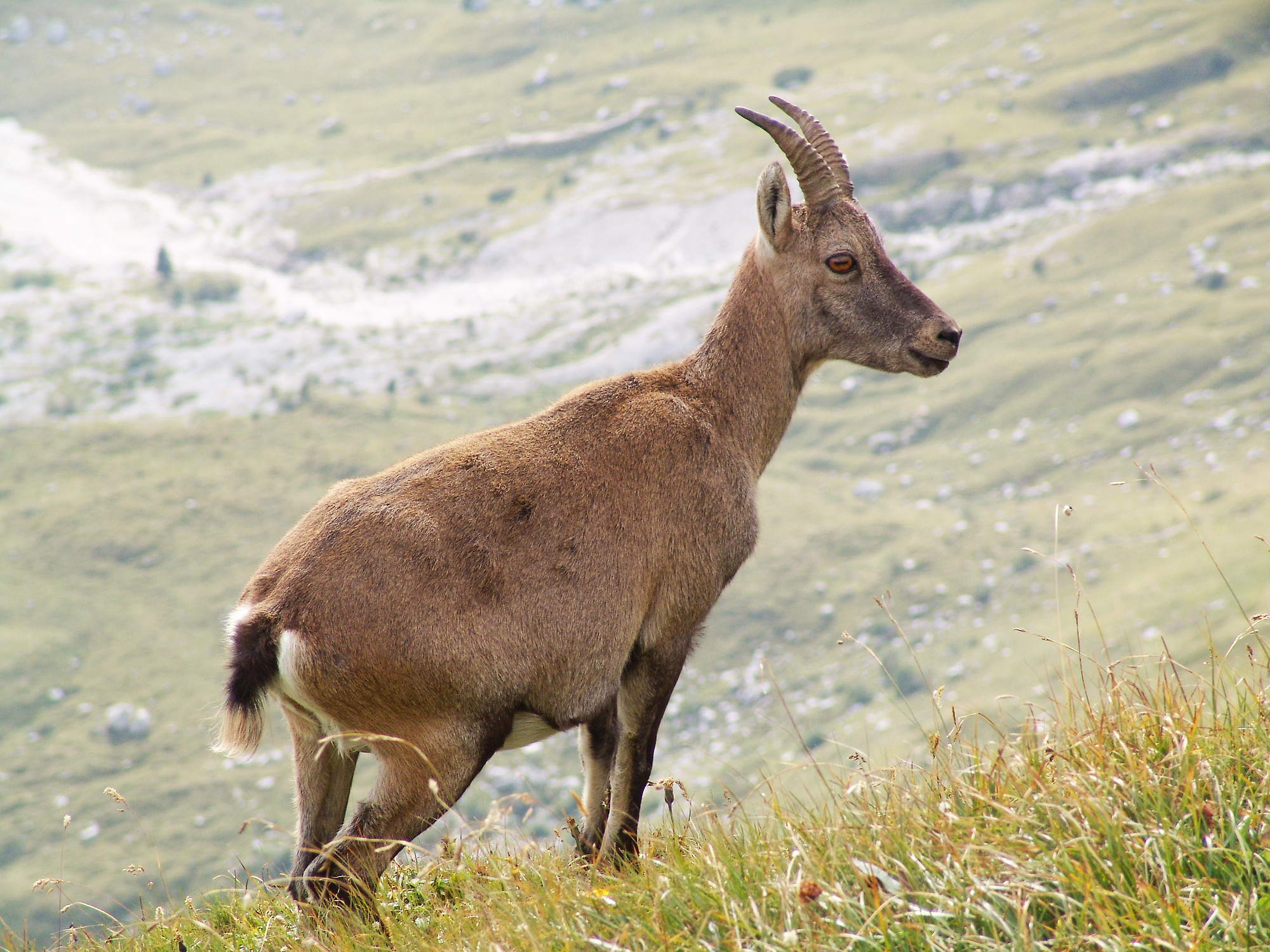
メス
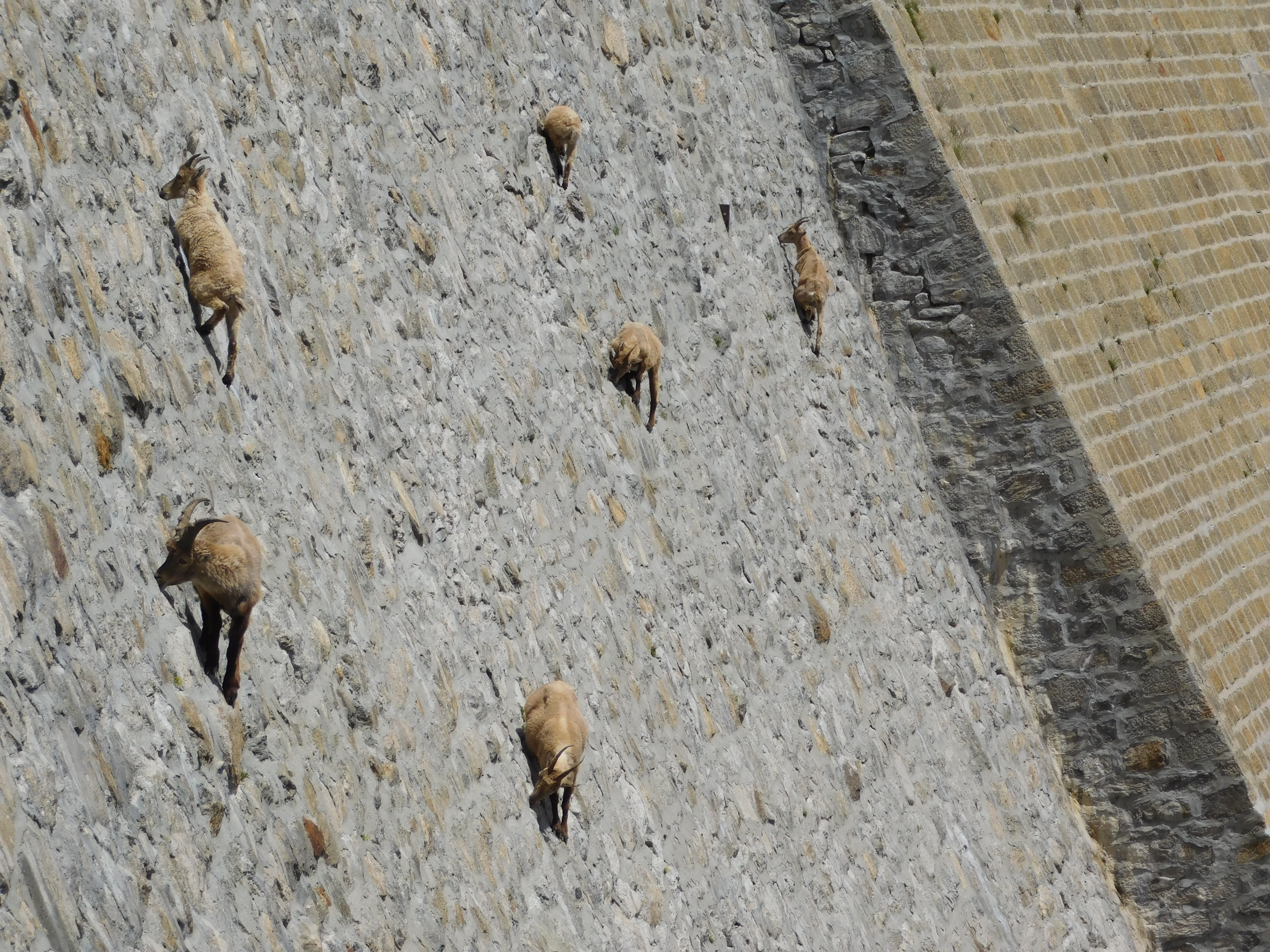
イタリアCinginoダム（英語版）壁面を歩くアイベックス